# Ben Gardane
Ben Gardane, Ben Guerdane ou Bin Qirdan (em árabe: بنقردان) é uma cidade do sudeste da Tunísia, que faz faz parte da província (gouvernorat) de Médenine. Em 2004, o município tinha 58 101 habitantes.
É a última cidade antes da fronteira com a Líbia, que fica a 32 km. Ben Gardane encontra-se 45 km a sul de Zarzis, 77 km a leste de Médenine, 545 km a sul de Tunes e 210 km a oeste de Trípoli. A cidade é conhecida na Tunísia pelo seu mercado de produtos importados da Líbia, reputados de mais baratos, e pelo elevado número de dromedários, estimado em 15 000 cabeças. Em junho decorre um festival anual dedicado a esse animal.